# Relações entre Ucrânia e Vietnã
As relações entre a Ucrânia e o Vietnã são as relações bilaterais entre os países. O Vietnã reconheceu a independência da Ucrânia da União Soviética em 27 de dezembro de 1991. As relações diplomáticas entre os dois países foram estabelecidas em 23 de janeiro de 1992. A embaixada do Vietnã na Ucrânia iniciou suas operações em 1993, e a embaixada da Ucrânia no Vietnã foi aberta em 1997.

## Relações políticas e econômicas
O Vietnã tem mantido boas relações com a Ucrânia desde a declaração de independência da União Soviética. Isso se deve, em grande parte, à existência de vietnamitas na Ucrânia e ao fato de a Ucrânia ser a principal fornecedora de equipamentos militares para o Vietnã. A Ucrânia desempenhou um papel significativo ao ajudar o Vietnã a atualizar e modernizar suas forças armadas.
O Vietnã tem mantido uma posição neutra em relação à Guerra Russo-Ucraniana desde 2014, e essa posição permaneceu após a invasão da Ucrânia pela Rússia.
Os dois países procuraram expandir seus laços comerciais e econômicos a partir de 2018. Para o Vietnã, a Ucrânia é um importante parceiro comercial na Europa, devido aos longos laços históricos entre as duas nações, que remontam à era soviética.
À margem do Fórum Econômico Mundial em Davos, Suíça; reunião entre o primeiro-ministro vietnamita Phạm Minh Chính e o presidente ucraniano Volodymyr Zelensky; os dois líderes enfatizaram que as duas nações apreciam sua tradicional amizade e parceria.
O Chefe de Estado ucraniano agradeceu ao Vietnã por apoiar a integridade territorial e a soberania da Ucrânia, bem como pela assistência humanitária à Ucrânia.
O presidente pediu ao Vietnã que apoiasse a implementação dos pontos da Fórmula de Paz Ucraniana.
Volodymyr Zelenskyy e Pham Minh Chinh discutiram a possibilidade de intensificar os contatos bilaterais entre a Ucrânia e o Vietnã em vários níveis.

## Visitas de Estado
Em setembro de 2017, o ministro das Relações Exteriores da Ucrânia, Pavlo Klimkin, visitou o Vietnã e se reuniu com o primeiro-ministro vietnamita Nguyễn Xuân Phúc.

## Diáspora

### Comunidade vietnamita na Ucrânia
O censo ucraniano de 2001 contabilizou 4.000 vietnamitas. A partir de 2022, de acordo com o Ministério das Relações Exteriores do Vietnã, há aproximadamente 7.000 vietnamitas na Ucrânia. Os ucranianos consideram a comunidade vietnamita positiva, com base na semelhança histórica e no legado da influência soviética entre os dois países. A comunidade vietnamita também serve como uma ponte que conecta as populações vietnamitas em outras nações eslavas, como Polônia, Rússia e República Tcheca, onde existem grandes diásporas vietnamitas.
Em 1985, a União Soviética assinou um acordo com o Vietnã para permitir que estudantes vietnamitas estudassem ou trabalhassem no país. Isso levou à formação de comunidades vietnamitas na antiga União Soviética, as maiores das quais estão em Carcóvia, Odessa e Kiev. Notavelmente, o bilionário Phạm Nhật Vượng viveu em Carcóvia durante a década de 1990.

### Comunidade ucraniana no Vietnã
Em 2016, estimava-se que aproximadamente 2.000 ucranianos no total viviam no Vietnã, incluindo 120 pessoas no registro consular da Embaixada da Ucrânia no Vietnã.
A grande maioria dos ucranianos no Vietnã é de trabalhadores migrantes. Eles consideram sua estadia no Vietnã como temporária e planejam voltar para casa após o término dos contratos de trabalho com os empregadores. Um pequeno número de ucranianos pertence a famílias mistas ucranianas e vietnamitas.